# Fahne im Wind

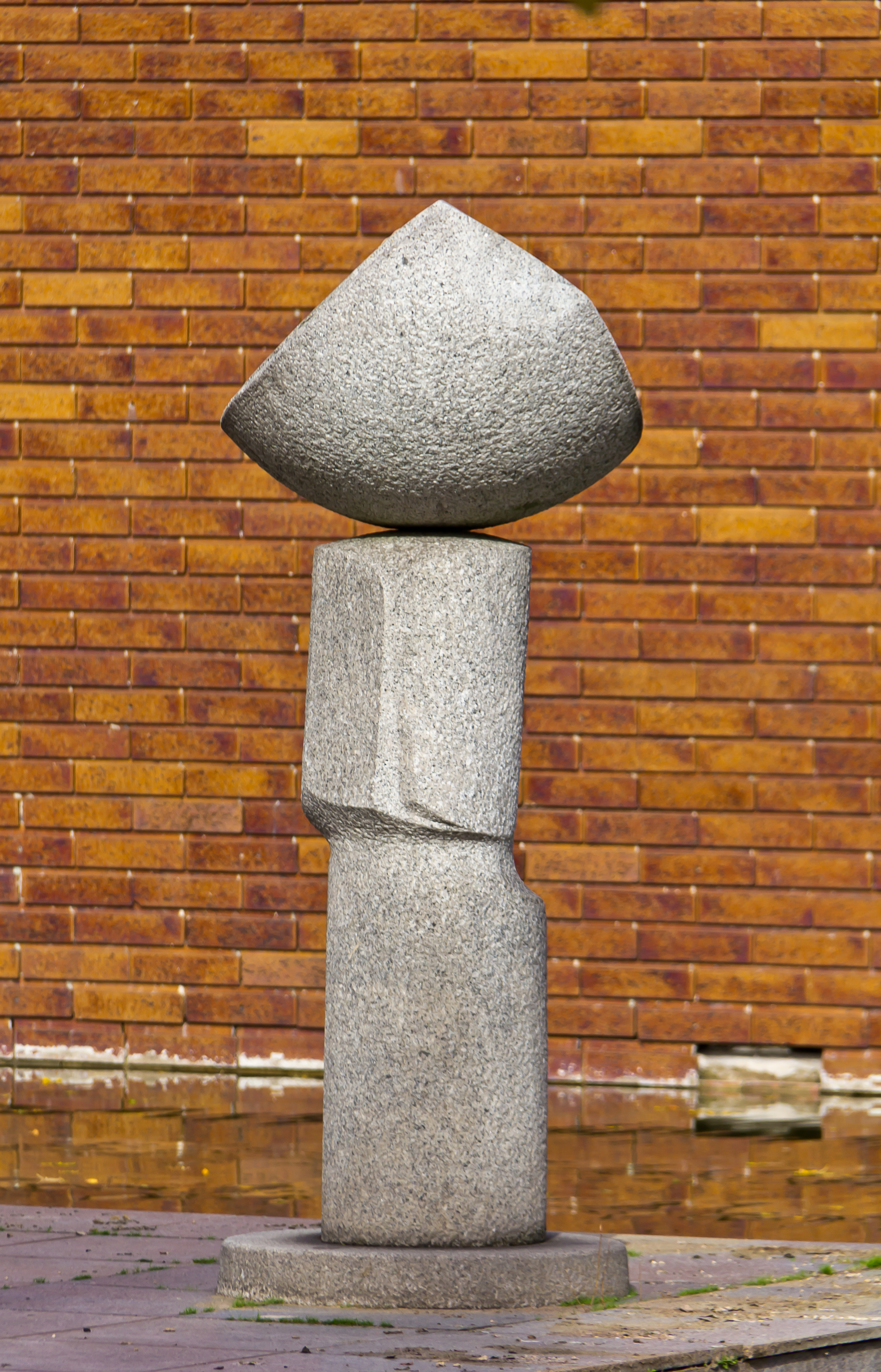
Fahne im Wind von Masayuki Nagare am Museum für Ostasiatische Kunst in Köln (2012)

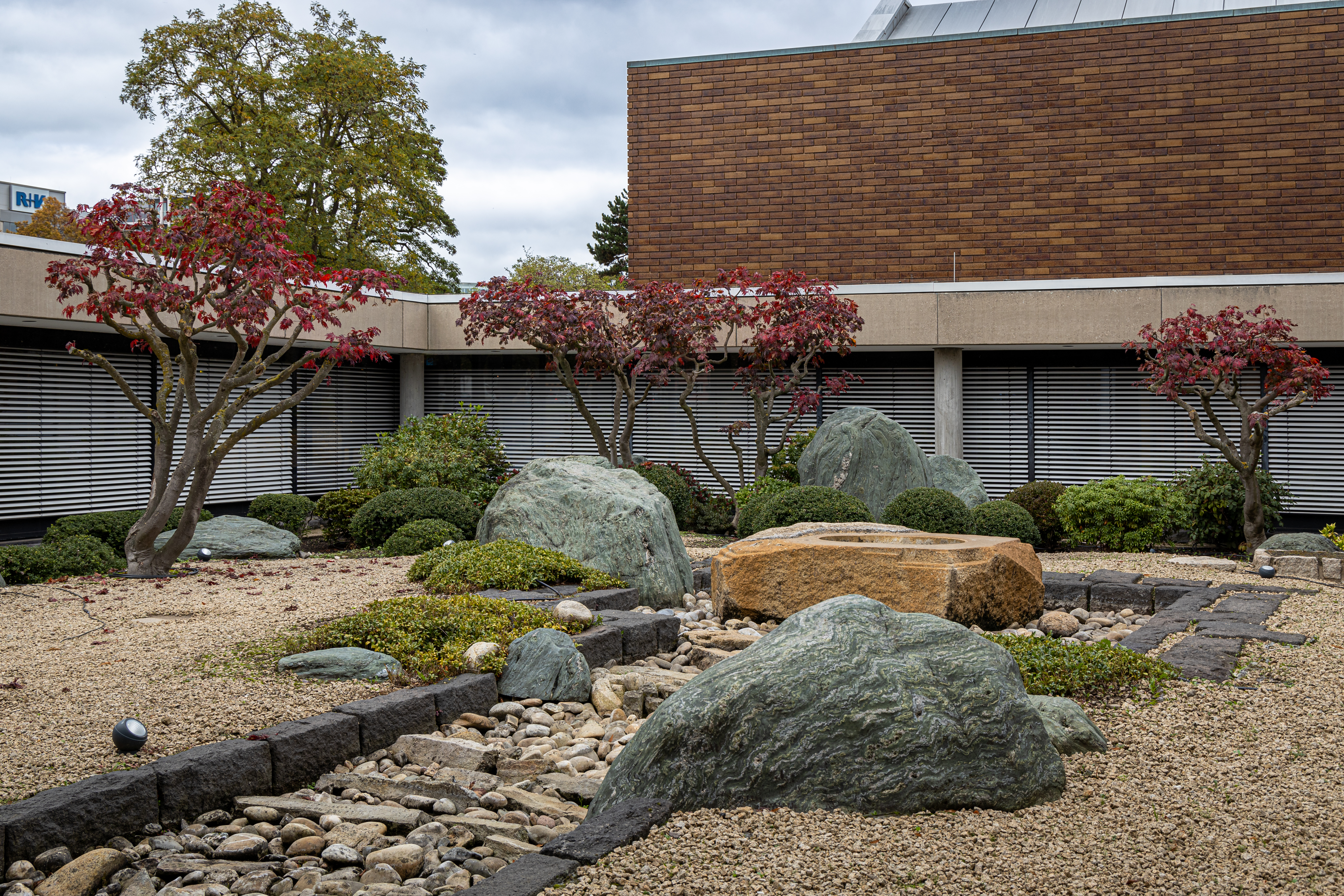
Der Innengarten des Museums, von Nagare als Ensemble gestaltet (2022)

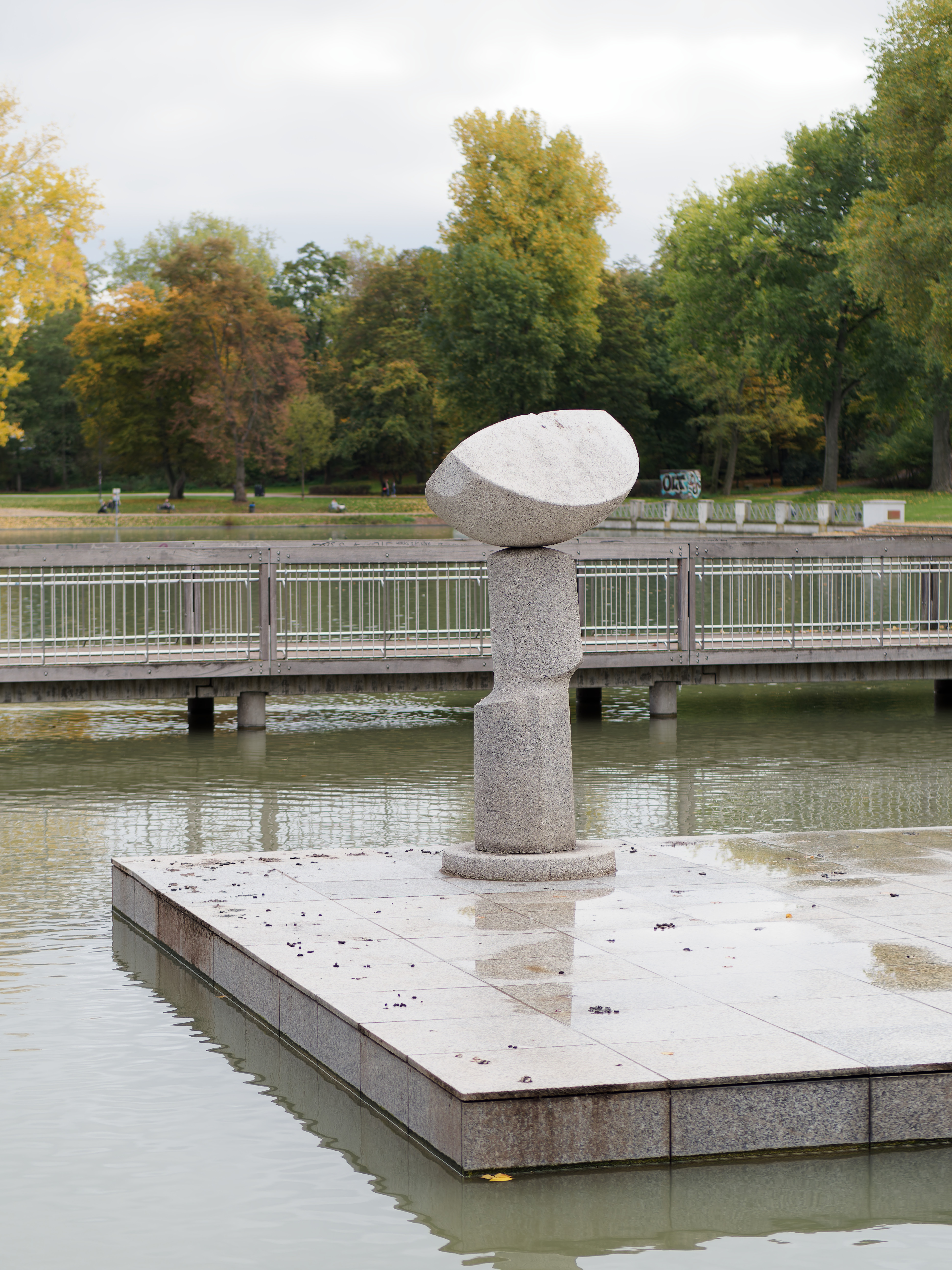
Die Skulptur mit Blick auf den Aachener Weiher (2022)

Fahne im Wind (japanisch 風 の 旗 kaze no hata) ist eine Skulptur des japanischen Künstlers Masayuki Nagare aus dem Jahr 1979. Sie steht auf einer kleinen künstlichen Insel vor dem Museum für Ostasiatische Kunst in Köln.

## Beschreibung
Der Aachener Weiher in Köln ist ein künstliches, rechteckiges Gewässer im Kölner Inneren Grüngürtel, das zu Beginn der 1920er Jahre angelegt wurde. An seiner westlichen Seite befindet sich das Museum für Ostasiatische Kunst. Das Gewässer hat eine kleine, nahezu rechteckige Einbuchtung mit einer Insel, auf der sich die Granitskulptur Fahne im Wind befindet. Als Kunio Maekawa in der zweiten Hälfte der 1960er Jahre mit der Planung des Museumsbaus begann, schlug er Masayuki Nagare als Gartenarchitekt und Bildhauer vor, der den Innengarten sowie die Insel am Weiher und die darauf platzierte Granitskulptur Fahne im Wind gestaltete.
Nachdem die Skulptur im August 1980 in Japan verschifft worden war, wurde sie Mitte Dezember vom japanischen Außenminister Itō Masayoshi und dem japanischen Botschafter in Bonn, Bunroko Yoshino, der Stadt Köln übergeben und enthüllt. Bei diesem Geschenk handele es sich um „die Setzung eines Marksteins in den langjährigen kulturellen Beziehungen [zu] seiner japanischen Partnerstadt Kioto“, schrieb die Kölnische Rundschau.
Die Skulptur ist 2,60 Meter (nach anderen Angaben 2,85 Meter) hoch, dreigliedrig aufgebaut – aus Basis, Stütze und Last – und ruht auf einer kreisrunden Bodenplatte. Die Oberflächentextur ist gebrochen: ware hada (deutsch: „rissige Haut“). Die obere schwere Last hat die Form eines Kugelsegments, die den leicht abgeschrägten Schaft in halber Höhe hat bersten lassen. Dessen Achse ist verschoben und die Kontaktfläche zur Kugel eher klein, so dass der Eindruck entsteht, die Kugel könne herabfallen: „Dennoch ruht die Last.“
Fußbroich weiter: „Die dem Granit eigene Schwere steht in Kontrast zum Titel der Skulptur. Durch den Gegensatz von Stabilität und Instabilität“ werde „der Betrachter in ihren Bann gezogen.“ Dieter Wellershoff beschrieb die Skulptur im Jahre 1990: „Das Werk heißt ‚Fahne im Wind‘, ein gewagtes Thema für ein so kompaktes Material. Aber gegen dieses steinerne Wehen wäre ein Mobile bloß eine Banalität. Dies ist kein Spielzeug, sondern eine geistige Gebärde, die den ganzen Luftraum um sich herum zum Leben erweckt.“